# Bacopa
Bacopa es un género de plantas fanerógamas perteneciente a la familia Plantaginaceae. Comprende 130 especies descritas y de estas, solo 69 aceptadas.

## Descripción
Son hierbas frecuentemente palustres, erectas o postradas, frecuentemente punteado-glandulares. Hojas opuestas; sésiles o indistintamente pecioladas. Flores solitarias o en fascículos axilares, a veces agregadas en racimos o panículas terminales, subsésiles o con pedicelos ebracteolados o con 2 bractéolas unidas apicalmente o por encima de la parte media del pedicelo; cáliz 4- o 5-lobado, si 4-lobado, los lobos iguales y libres la mitad de su longitud, si 5-lobado, los lobos desiguales y libres más o menos hasta la base, el lobo adaxial mucho más largo y traslapando los 2 lobos medios, los 2 lobos abaxiales casi igualando al lobo adaxial y traslapando los lobos medios; corola bilabiada, 3–5-lobada; estambres fértiles 4 (didínamos) o 3; estilo simple o bífido, estigmas capitados o emarginados. Cápsula globosa u ovoide, loculicida y secundariamente septicida; semillas oblongas, a menudo algo curvadas, longitudinalmente acostilladas o reticuladas.

## Taxonomía
El género fue descrito por Jean Baptiste Christophore Fusée Aublet y publicado en Histoire des Plantes de la Guiane Françoise 1: 128–130, pl. 49. 1775. La especie tipo es: Bacopa aquatica Aubl.
Etimología
Bacopa: nombre genérico que deriva de un nombre aborigen de la Guayana Francesa, mencionada por Jean Baptiste Christophore Fusee Aublet en 1775 en su Histoire des Plantes de la Guiane Françoise.

## Especies aceptadas
A continuación se brinda un listado de las especies del género Bacopa aceptadas hasta julio de 2014, ordenadas alfabéticamente. Para cada una se indica el nombre binomial seguido del autor, abreviado según las convenciones y usos.	
- Bacopa albida (Pennell) Standl.
- Bacopa amplexicaulis (Pursh) Wettst.
- Bacopa angulata (Benth.) Loefgr. & Edwall
- Bacopa appressa (Pennell) Standl.
- Bacopa aquatica Aubl.
- Bacopa arenaria (J.A.Schmidt) Loefgr. & Edwall
- Bacopa axillaris (Benth.) Standl.
- Bacopa bacopoides (Benth.) Pulle
- Bacopa beccabunga (Griseb.) B.L.Rob.
- Bacopa bracteolata Standl.
- Bacopa braunii (Ernst) Pennell
- Bacopa callitrichoides (Kunth) Pennell
- Bacopa caroliniana (Walter) B.L.Rob.
- Bacopa cladostyla Chodat ex Eskuche
- Bacopa cochlearia (Huber) L.B.Sm.
- Bacopa connata (Pennell) Pennell
- Bacopa crenata (P.Beauv.) Hepper
- Bacopa decumbens (Fernald) F.N.Williams
- Bacopa depressa (Benth.) Loefgr. & Edwall
- Bacopa diffusa (Willd. ex Cham. & Schltdl.) Loefgr. & Edwall
- Bacopa divaricata (J.A.Schmidt) Loefgr. & Edwall
- Bacopa dubia Chodat & Hassl.
- Bacopa egensis (Poepp. & Endl.) Pennell
- Bacopa eisenii (Kellogg) Pennell
- Bacopa elongata (Benth.) Pennell
- Bacopa floribunda (R.Br.) Wettst.
- Bacopa gracilis (Benth.) Loefgr. & Edwall
- Bacopa grandiflora (Benth.) Descole & Borsini
- Bacopa gratioloides (Cham.) Chodat
- Bacopa hamiltoniana (Benth.) Wettst.
- Bacopa humifusa (Griseb.) B.L.Rob.
- Bacopa imbricata (Benth.) Pennell
- Bacopa innominata (M.Gómez) Alain
- Bacopa lacertosa Standl.
- Bacopa lanigera (Cham. & Schltdl.) Wettst.
- Bacopa laxiflora (Benth.) Edwall
- Bacopa lecomtei Bonati
- Bacopa lisowskiana Mielcarek
- Bacopa longipes (Pennell) Standl.
- Bacopa madagascariensis (Benth.) Pennell
- Bacopa minuta Borhidi & O.Muñiz
- Bacopa monnieri (L.) Wettst.
- Bacopa monnierioides (Cham.) B.L.Rob.
- Bacopa monosticta (Schltl.) Pennell
- Bacopa montevidensis (Spreng.) Herter & Melch.
- Bacopa myriophylloides (Benth.) Wettst.
- Bacopa nigrescens (Benth.) Wettst.
- Bacopa occultans (Hiern) Hutch. & Dalziel
- Bacopa oxycalyx Alain
- Bacopa paraguariensis (S.Moore) Hassl.
- Bacopa parvula (S.Moore) Pennell
- Bacopa pedersenii Rossow
- Bacopa pennellii G.M.Barroso & Ichaso
- Bacopa punctata Engl.
- Bacopa repens (Sw.) Wettst.
- Bacopa reptans (Benth.) Edwall
- Bacopa rotundifolia (Michx.) Wettst.
- Bacopa salzmannii (Benth.) Edwall
- Bacopa scabra (Benth.) Descole & Borsini
- Bacopa semiserrata (Mart.) B.L.Rob.
- Bacopa serpyllifolia (Benth.) Pennell
- Bacopa sessiliflora (Benth.) Edwall
- Bacopa stellarioides (Cham.) Loefgr. & Edwall
- Bacopa stemodioides (Pennell) Pennell
- Bacopa stricta (Schrad.) Wettst. ex Edwall
- Bacopa tweediei (Benth.) Parodi
- Bacopa valerii Standl. & L.O.Williams
- Bacopa versicolor Herter & Melch.
- Bacopa verticillata (Pennell & Gleason) Pennell